# Mezinárodní letiště v Miami
Mezinárodní letiště v Miami anglicky Miami International Airport (IATA: MIA, ICAO: KMIA) je mezinárodní letiště ve městě Miami na Floridě. Nachází se v nepřičleněném území okresu Miami-Dade a slouží jako primární mezinárodní letiště pro oblast jižní Floridy. Současně představuje hlavní letecké zařízení pro spojení Spojených států se zeměmi Latinské Ameriky.
Miami International Airport patří mezi jedno z nejvytíženějších letišť v USA, o čemž svědčí fakt, že zde ročně odbaví kolem 50 milionů cestujících. Toto největší floridské letiště je druhou hlavní vstupní bránou pro zahraniční návštěvníky USA. Rozsáhlá síť mezinárodních letištních spojů zahrnuje nonstop lety do více než sedmdesáti světových měst v Severní a Jižní Americe, Evropě i Asii.
Letiště patří mezi hlavní letecké uzly společnosti American Airlines, která je největším leteckým dopravcem na světě. V nákladní letecké dopravě je pak základnou pro firmy UPS Airlines a FedEx Express. 

## Historie
Mezinárodní letiště v Miami bylo otevřeno roku 1928 jako Pan American Field, přičemž sloužilo jako základna pro společnost Pan American Airways Corporation. V roce 1934 odtud začala létat společnost Eastern Airlines a v roce 1937 National Airlines. PanAm a Eastern patřily k hlavním společnostem využívajícím letiště až do roku 1991, kdy obě vyhlásily konkurs. Jejich destinace pak převzaly převážně American Airlines a United Airlines.

## Terminály
Letiště má tři terminály: North (Sever), Central (Střed) a South (Jih) se šesti odletovými halami. Všechny terminály odbavují vnitrostátní i mezinárodní lety. Terminál Sever je určen téměř výlučně pro cestující společností American Airlines a American Eagle. Nejnovější odletovou halou je Concourse J, jež byla dokončena v roce 2007.
V poměrně nevelké vzdálenosti od tohoto letiště se nachází Letiště Fort Lauderdale-Hollywood, které poskytuje rovněž mezinárodní dopravu. Letiště Opa-Locka a Kendall-Tamiami, jež leží na území mimo aglomeraci, zajišťují především leteckou dopravu uvnitř oblasti Miami. 